# Mijaíl Karaváyev
Mikhail Nikolaevich Karavaev  (translitera del en ruso: Михаил Николаевич трейлер (2 de febrero de 1903 - 9 de enero de 1993) fue un botánico, explorador y taxónomo ruso, especialista en crucíferas (Brassicaceae).
De 1954 a 1963, fue curador del herbario de la Universidad Estatal de Moscú, y un destacado especialista en el estudio de colecciones de herbarios históricos en Rusia.Desarrolla gran parte de su actividad científica en el "Instituto Botánico V. L. Komarov de San Petersburgo. Y publicó sus hallazgos botánicos, entre otros, en Botanicheskie Materialy Gerbariia Botanicheskogo Instituta imeni V. L. Komarova Akademii Nauk SSSR.

## Algunas publicaciones
- m.n. Karavaev, a.i. Merkis. 1960. Herbarium of G. and J. R. Forster. Lietuvos T.S.R. Mokslu Akad. Biol. Inst. Darb. B. 2 (22): 13–22
- -----------------. 1961. G. Forster as a botanist and his botanical collections in USSR. Trudy Inst. Istorii Estestv. Tekhn. 36 (8): 176–201
- -----------------. 1963. On the herbarium of Fr. Ehrhart in Moscow University. Byull. Moskovsk. Obshch. Isp. Prir., Otd. Biol. 68(6): 167
- -----------------. 1971. Materials to the history of the Moscow pharmaceutical garden in the first half of the 18th century. [Pt 1.] Byull. Moskovsk. Obshch. Isp. Prir. Otd. Biol. 76 (4): 147–151
- -----------------. 1972. Materials to the history of the Moscow pharmaceutical garden in the first half of the 18th century. [Pt. 2.] Byull. Moskovsk. Obshch. Isp. Prir. Otd. Biol. 77 (4): 142–148
- -----------------. 1975. On the plant collection of K. A. Rudolphi, corresponding member of the Russian Academy of Sciences (1771–1832), discovered in the herbarium of the Moscow University. Byull. Moskovsk. Obshch. Isp. Prir. Otd. Biol. 80 (3): 146–153
- -----------------. 1976. On the herbarium of C. Trinius preserved in the Moscow University. Byull. Moskovsk. Obshch. Isp. Prir. Otd. Biol. 81(1): 148–152
- -----------------. 1981. At the sources of floristics and herbarium art in Russia (according to the materials of the Moscow University Herbarium). Byull. Moskovsk. Obshch. Isp. Prir. Otd. Biol. 86 (5): 126–133
- -----------------. 1982. Prokofy Demidov as a naturalist and his contribution to the development of botany in 18th-century Russia. Byull. Moskovsk. Obshch. Isp. Prir. Otd. Biol. 87 (4): 112–117
- -----------------. 1983. Plant collections of the PreLinnean period deposited in Moscow University Herbarium. Vestn. Moskovsk. Univ. Ser. 16, Biol. (3): 24–26
- -----------------, a.v. Barsukova. 1968. Friedrich Ehrhart’s botanical collections in the Moscow University. Byull. Moskovsk. Obshch. Isp. Prir. Otd. Biol. 73 (3): 137–139
- -----------------, a.i. Efimov. 1983. Prokofy Demidov — a naturalist of XVIII century. Priroda 2: 96–101
- -----------------, i.a. Gubanov. 1981. Reliquiae of Carl Linnaeus in the Herbarium of the Moscow University. Byull. Moskovsk. Obshch. Isp. Prir. Otd. Biol. 86 (3): 79–85
- -----------------, ---------------. 1983. On the herbarium of F. Ehrhart from Uppsala Botanic Garden kept in Moscow University. Byull. Moskovsk. Obshch. Isp. Prir. Otd. Biol. 88(4): 142–144

### Libros
- m.n. Karavaev, simon z. Scriabin. 1991. Зеленый покров Якутии (Canopia verde en Yakutia). 172 pp. ISBN 5769600942, ISBN 9785769600944
- -----------------, s.z. Skryabyn. 1971. Растительный мир Якутии (La flora de Yakutia). 123 pp.
- -----------------. 1958. Конспект Флоры Якутии.. (Sinopsis flora Yakutia ..) 189 pp.

## Eponimia
Especies
- (Asteraceae) Artemisia karavajevii Leonova[1]
- (Poaceae) Bromopsis karavajevii (Tzvelev) Czerep.[2]
- (Poaceae) Koeleria karavajevii Govor.[3]